# Paraphaenocladius camptoneura
Paraphaenocladius camptoneura är en tvåvingeart som först beskrevs av Jean-Jacques Kieffer 1911.  Paraphaenocladius camptoneura ingår i släktet Paraphaenocladius och familjen fjädermyggor. Inga underarter finns listade i Catalogue of Life.